# Clethra arborea
Clethra arborea là một loài thực vật có hoa trong họ Clethraceae. Loài này được Aiton mô tả khoa học đầu tiên năm 1789.

## Hình ảnh

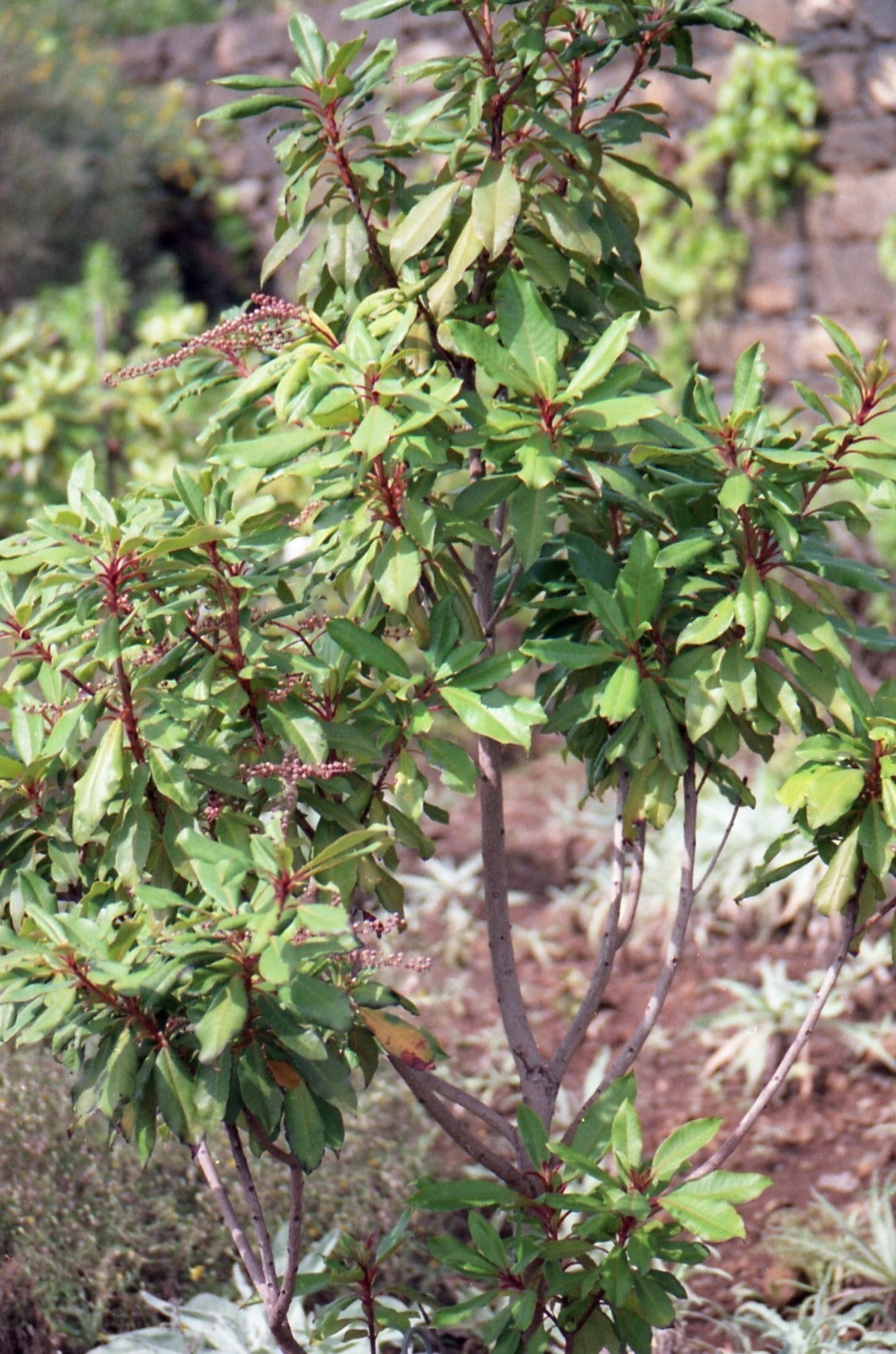
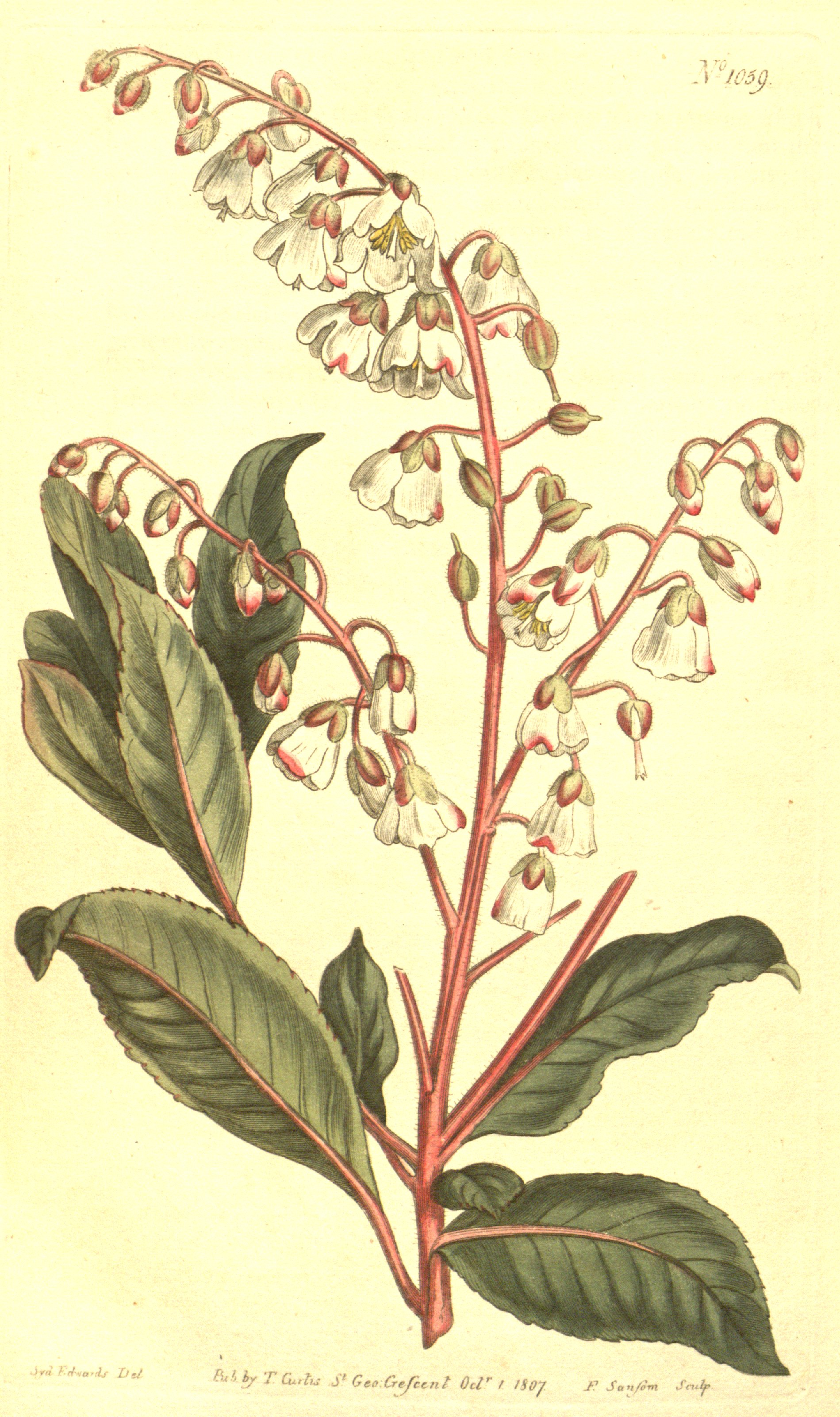
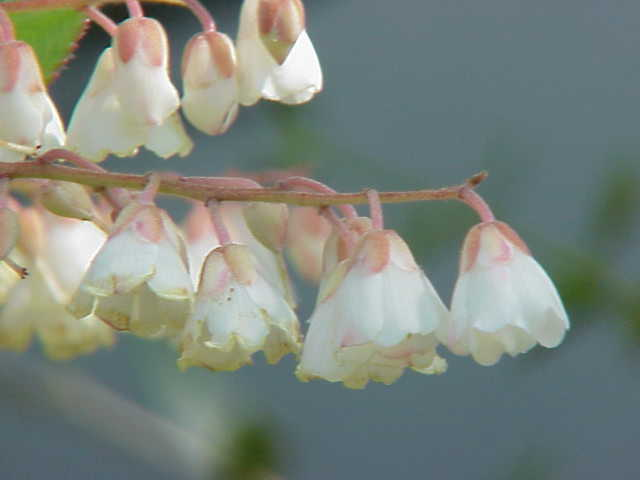
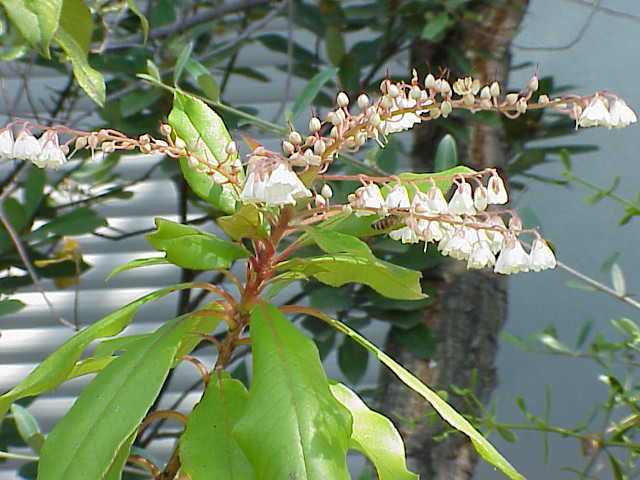